# Aralık
Aralık (kurdisch Başan) ist eine Stadt und ein Landkreis der Provinz Iğdır im äußersten Osten der Türkei. Die Stadt beherbergt 30 Prozent der Landkreisbevölkerung und bildet den östlichsten Punkt der Türkei. Sie liegt am östlichen Hang des Ararats wenige Kilometer von der Türkisch-Armenischen Grenze entfernt und 43 Kilometer Luftlinie (49 Straßenkilometer) östlich der Provinzhauptstadt. Ihr früherer Name war Başköy. 
Der Landkreis Aralık hat Grenzen zu Iran, Armenien und Nachitschewan und grenzt im Süden an die türkische Provinz Ağrı. Neben der Stadt Aralık als Verwaltungssitz (Merkez) gibt es noch 21 Dörfer im Landkreis, drei davon haben mehr als 1.000 Einwohner: Gödekli (2.707), Hasanhan (2.347) und Yukarıçamurlu (1.428). Die durchschnittliche Dorfbevölkerung beträgt 704 Einwohner. Sieben Dörfer haben mehr Einwohner als der Durchschnitt, das kleinste Dorf zählt 138 Einwohner. Die Wirtschaft des Landkreises hängt stark vom Grenzübergang Dilucu nach Nachitschewan ab.

## Geschichte
Im Mittelalter war Aralık Teil des Reiches der Bagratiden. Danach war die Region für mehrere Jahrhunderte ein Schauplatz der Kriege zwischen Osmanen und Safawiden. 1746 wurde es Teil des Khanats Jerewan, das ein Vasallenstaat Persiens war. Nach dem Russisch-Persischen Krieg von 1826 bis 1828 und dem Frieden von Turkmantschai ging Aralık an die Russen. Innerhalb des russischen Reiches war Aralık Teil der Oblast Armenien und später des Gouvernements Eriwan. Für eine kurze Zeit von 1917 bis 1920 gehörte Aralık zur Demokratischen Republik Armenien. Mit dem Vertrag von Kars wurde Aralık Teil der Türkei. Bis 1960 war dann Aralık ein Nahiye bzw. Bucak innerhalb des Landkreises Iğdır der Provinz Kars. 1960 wurde es ein Landkreis innerhalb der Provinz Kars (Gesetz Nr. 3806). Seit 1992 gehört es zur neugebildeten Provinz Iğdır.